# Félix Labisse
Félix Labisse (Marchiennes, 9 marzo 1905 – Neuilly-sur-Seine, 29 gennaio 1982) è stato un pittore surrealista francese.

## Biografia
La famiglia di Labisse era originaria di Douai, nel Nord  della Francia, ma dopo la prima guerra mondiale si era trasferita a Ostenda, in Belgio, dove aveva armato una barca da pesca. Labisse presta servizio militare a Cambrai e fa il suo esordio come pittore nel 1922, sotto l'ala protettiva di James Ensor. Insieme all'amico Henri Storck fonda la "Galerie d'Art Moderne" e il "Club du Cinéma de Ostende". 
A partire dal 1932, si installa a Parigi dove diventa amico di Antonin Artaud, Jean-Louis Barrault e Robert Desnos che gli dedicherà un testo. Nel 1935 si accosta al gruppo dei surrealisti e conosce Paul Delvaux, Max Ernst, André Masson e René Magritte, oltre a Jacques Prévert e Raymond Queneau. 
Mobilitato nel 1939, allo scoppio della seconda guerra mondiale, torna a Parigi dal fronte nel 1940 e diventa uno degli artisti di punta fra i giovani pittori francesi. Dal 1943 si dedica completamente alla pittura e alla scenografia. Nel 1947 si unisce al gruppo "Surréalism Révolutionnaire, fondato a Parigi da Noel Arnaud e a Bruxelles da Christian Dotremont. Il gruppo, che non dura che 18 mesi, punta a "conciliare le necessità di un'azione rivoluzionaria fondata sul marxismo-leninismo e la libertà di ricerca e d'espressione specifica del surrealismo". La condanna del gruppo da parte di André Breton segna la prima scissione importante del Surrealismo dopo la seconda guerra mondiale. 
Nel giugno del 1951 realizza le scenografie per la pièce "Il diavolo e il buon Dio" di Jean-Paul Sartre, messa in scena da Louis Jouvet. In questo periodo passa il suo tempo fra Parigi e Knokke Le Zoute, nei Paesi Bassi. Alla fine del 1951 si trasferisce a Neuilly-sur-Seine, vicino a Parigi, continuando a esporre in Francia e nel resto d'Europa. Nel 1966 viene nominato membro dell'Accademia di Belle Arti. Viene sepolto nel cimitero di Douai.